# Charles Jewtraw
Charles Jewtraw, né le 5 mai 1900 dans le comté de Clinton et décédé le 26 janvier 1996 à Palm Beach, est un patineur de vitesse américain connu pour être le premier champion olympique d'hiver. Victorieux du 500 m hommes de patinage de vitesse des Jeux olympiques d'hiver de 1924 à Chamonix, il bat tous les favoris à la surprise générale.

## Biographie
Né en 1900, Charles Jewtraw grandit à Lake Placid. Sprinter réputé, le champion des États-Unis 1921 et 1923 a arrêté le patinage de vitesse et étudie au Bowdoin College lorsqu'il reçoit un télégramme lui indiquant que les États-Unis allait envoyer une équipe olympique aux Jeux olympiques d'hiver de 1924 à Chamonix en France. 
Non entraîné, ne souhaitant pas aller en France, Jewtraw se laisse convaincre par son professeur. N'ayant jamais couru sur la distance de 500 mètres — les courses aux États-Unis sont de 440 yards — et contre la montre auparavant — les courses américaines se courent à cinq ou six coureurs —, l'athlète olympique est malade pendant la traversée de l'Atlantique en bateau. Ne pensant pas avoir sa chance, il n'est pas nerveux le jour de la course, la première de l'histoire des Jeux olympiques d'hiver, disputée juste après la cérémonie d'ouverture. 
Opposé au Canadien Charles Gorman dans la treizième série du 500 m hommes de patinage de vitesse en ce 26 janvier 1924, il devient le premier champion olympique d'hiver,,,,. Grâce à un démarrage très rapide, il remporte l'épreuve avec un temps de 44 s 0,. Son triomphe est une surprise car beaucoup considéraient avant la compétition que personne ne pourrait battre le grand favori Roald Larsen, finalement troisième. Après une cérémonie au milieu de la patinoire, il est célébré par la délégation américaine qui le porte en héros. Lors de ces Jeux olympiques, Jewtraw participe également au 5 000 m (13e place) et au 1 500 m (8e),. Parti avant la cérémonie de clôture des Jeux pour Londres, où il a été convié par une riche Anglaise, sa médaille est récupérée par un membre de l'équipe de hockey sur glace qui la lui remet plus tard à Boston.
Il arrête sa carrière après les Jeux olympiques de 1924. Il ne retourne pas à Bowdoin et accepte de devenir représentant de la marque de sport Spalding comprenant quelques apparitions de patinage. Il progresse dans l'entreprise jusqu'à être responsable d'un magasin Spalding à Lake Placid au début de l'année 1929. Marié à Natalie Brewer en 1930, il change d'emploi pour un poste dans les rayons messieurs du magasin Macy's de New York. Touché par la Grande Dépression, il donne des cours de patins de 12 à 14 heures par jour pour s'en sortir dans années 1930. Il quitte cet emploi en 1940 pour devenir agent de sécurité pour la First National City Bank of New York jusqu'en 1962. Parti vivre avec sa femme à Palm Beach en Floride au milieu des années 1970, il y meurt en 1996 à l'âge de 95 ans.

## Palmarès
- Jeux olympiques
  -  Médaille d'or sur 500 m aux Jeux olympiques d'hiver de 1924 à Chamonix.